# Theridion purcelli
Theridion purcelli là một loài nhện trong họ Theridiidae.
Loài này thuộc chi Theridion. Theridion purcelli được Octavius Pickard-Cambridge miêu tả năm 1904.